# 1810年逝世人物列表
下面是1810年逝世的知名人士列表。
1810年逝世人物列表：1月 - 2月 - 3月 - 4月 - 5月 - 6月 - 7月 - 8月 - 9月 - 10月 - 11月 - 12月

## 1月

### 1日
- 特德伯里，原住民和反對英國殖民的戰士

### 4日
- 約瑟夫·阿克哈默，西利安的自由戰士和步槍隊長
- 克萊門斯·奧古斯特·馮·梅爾，科隆輔理主教

### 7日
- 約瑟夫·利帕夫斯基，捷克作曲家
- 約翰·奧托·泰斯，德國路德宗神學家

### 9日
- 亞伯拉罕·卡利斯克，立陶宛和提比瑞亞的哈西迪姆領導人

### 11日
- 阿林保

### 13日
- 約翰·約瑟夫·馮·巴德爾，帝國陸軍元帥
- 安東尼奧·曼諾，西西裡畫家和壁畫家

### 14日
- 約翰內斯·紐文豪斯（Johannes Nieuwenhuis），荷蘭老天主教主教

### 15日
- 卡爾·恩斯特·馮·哈根，哈爾伯施塔特地區行政長官
- 葉卡捷琳娜·羅曼諾夫娜·沃龍佐娃-達什科娃，俄羅斯女皇葉卡捷琳娜大帝的知己，俄羅斯科學院院長

### 17日
- 詹姆斯·戈登，美國軍官和政治家

### 19日
- 亞伯拉罕·滕·布魯克，美國商人、民兵軍官和政治家

### 20日
- 本傑明·周，賓夕法尼亞殖民地首席大法官

### 22日
- 馬里亞諾·阿爾瓦雷斯·德·卡斯特羅，西班牙將軍在解放拿破崙的戰爭中
- 約翰·海因里希·凱爾，德國律師和作家

### 23日
- 尤爾根·欣里克森·安赫爾，德國管風琴製造商
- 约翰·霍普纳，德國血統的英國畫家
- 弗朗切斯科·皮拉內西，義大利雕刻師和建築師
- 約翰·威廉·裡特，德國物理學家、博物學家和哲學家

### 26日
- 弗朗茨·澤弗·施瓦茨，奧地利管風琴製造商

### 27日
- Scipione de' Ricci，義大利天主教神父，皮斯托亞主教（1780年–1791年）

## 2月

### 4日
- 弗朗茨·耶拉契奇·馮·布日姆，陸軍元帥中尉和瑪麗亞·特蕾莎騎士勳章

### 7日
- 瑪律欽·奧德拉尼基·波佐布特，波蘭立陶宛天文學家、耶穌會士和數學家

### 9日
- 理查·錢德勒，英國考古學家

### 10日
- 卡爾·弗里德里希·岩·恩德，奧地利陸軍元帥中尉

### 14日
- 讓-巴蒂斯特·盧頓·杜里瓦爾，法國百科全書家和歷史學家

### 15日
- 約翰·邁克爾·格茨，德國音樂雕刻師和音樂出版商
- 傑羅德·邁耶，瑞士本篤會僧侶，穆裡修道院的王子住持
- 安東·沃納，旅店老闆和自由鬥士

### 17日
- 約翰·喬治·伯傑（Johann Georg Berger），奧地利布商和紡織品製造商

### 19日
- 耶利米·范·倫斯勒，美國政治家
- 查理斯·維克多·沃爾加德，法國騎兵准將

### 20日
- 安德列亞斯·霍費爾，蒂羅爾民族英雄（被處決）

### 22日
- 查理斯·布羅克登·布朗，美國小說家（肺結核）[1]
- 彼得·邁爾，蒂羅爾自由戰士

### 24日
- 亨利·卡文迪什，英国物理学家，化学家。[2]
- 緒方春朔，日本醫生，近代早期日本靜脈曲張的先驅

### 28日
- 雅克-安德列·奈金，法國作家、啟蒙者和公關人員

### 日期不詳
- 湯瑪斯·安東尼奧·岡薩加，葡萄牙血統的巴西詩人

## 3月

### 1日
- 讓-雅克·德·布瓦西厄（Jean-Jacques de Boissieu），法國畫家、製圖員和雕刻師

### 2日
- 安德里亞·薩瓦雷西，義大利醫生和博物學家

### 5日
- 喬納森·傑克遜，美國政治家

### 6日
- 威廉·華盛頓，獨立戰爭中的美國騎兵軍官

### 7日
- 第一代科林伍德男爵卡斯伯特·科林伍德，英國海軍中將

### 9日
- 約瑟夫·布林格，德國神學家
- 奧齊亞斯·漢弗萊，英國畫家

### 10日
- 不倫瑞克-沃爾芬比特爾的奧古斯特·多蘿西婭，甘德斯海姆帝國自由世俗帝國修道院修道院院長
- 撒母耳·蒂芬西，德國語言學家、作家和學生

### 11日
- 喬賽亞·派克，美國政治家

### 12日
- 讓-弗朗索瓦-奧古斯特·穆蘭，法國督政府成員

### 14日
- 海因里希·馮·梅森布格，黑森州選區行政長官，威斯特伐利亞王國帝國莊園成員
- 路德維希·蒂莫修斯·斯彼特勒，德國教會史、政治史史學家

### 18日
- 利奧波德·馮·菲希特爾，奧地利古生物學家
- 恩斯特·費迪南德·克萊因，德國法學家，《普魯士土地總法》的合著者，柏林啟蒙運動的代表

### 19日
- 路易士·馬斯雷利茲，瑞典畫家

### 24日
- 大衛·柯林斯，塔斯馬尼亞州第一副州長
- 朱利安·迪比克，北美定居者
- 約翰·弗里德里希·馮·科寧，普魯士審計長兼上訴法院院長
- 瑪麗·蒂格（Mary Tighe），愛爾蘭作家

### 29日
- 約翰·加斯，英國作曲家

### 31日
- 路易吉·蘭茲，義大利歷史學家
- 弗里德里希·路德維希·阿諾德·塔伯格，德國錫鑄造大師和企業家

## 4月

### 3日
- 謝苗·謝爾蓋耶維奇·博布羅夫，俄羅斯詩人和公務員
- 約翰·威廉·戈特弗裡德·馮·洛梅塞姆，德國亞琛市長兼商會第一任會長

### 8日
- 約瑟夫·安東·費利克斯·馮·巴爾塔薩，瑞士政客
- 韋南齊奧·勞齊尼，義大利女高音歌唱家、鋼琴家和作曲家

### 9日
- 戈特利布·路德維希·馮·貝維爾，普魯士軍官，最近擔任步兵將軍和納沙泰爾公國總督
- 亞歷山德羅·馬拉斯皮納·迪·穆拉佐，西班牙貴族和航海家

### 11日
- 阿爾佈雷希特·弗里德里希·卡爾·祖卡斯特爾-卡斯特爾，德意志君主，後來的莊園主
- 湯瑪斯·霍恩斯比，英國天文學家
- 約瑟夫·勞伯，奧地利天主教神學家和聖經翻譯家

### 13日
- 瑪麗亞·伊莉莎白·沃格爾，德國畫家

### 14日
- 約翰·菲力浦·普萊辛，德國商人、呂貝克市長

### 21日
- 菲力浦·法蘭茨·威爾德里希·內波穆克·馮·瓦爾德多夫，德國羅馬天主教王子主教

### 25日
- 雅各布·布朗，美國政治家

### 26日
- 約翰·梅特卡夫，英國築路人

### 28日
- 弗朗茨·卡斯帕·利布林，德國植物學家

### 29日
- 喬治·瑪麗亞·阿爾貝蒂尼，義大利神學家
- 瑪格麗特·路易絲·希克，德國女高音

## 5月

### 1日
- 克裡斯托夫·邁納斯，德國哲學家
- 卡爾·奧古斯特·馮·肖羅斯，奧地利騎兵將軍

### 2日
- 讓-路易·波德洛克，法國醫生和產科醫生

### 3日
- 雅克·格拉塞特·德·聖索沃爾，法國外交官、作家、插畫家和公關人員

### 4日
- 弗朗茨·約瑟夫·奧唐納·馮·蒂爾科內爾，奧地利政治家

### 9日
- 海倫·阿瑪莉·克虜伯，德國企業家，克虜伯王朝的創始人
- 本傑明·林肯，美國獨立戰爭中的美國將軍

### 13日
- 恩斯特·布蘭德斯，德國律師
- 卡西米爾·威廉·馮·肖爾滕，丹麥少將兼總督

### 17日
- 羅伯特·坦納希爾，蘇格蘭作家和詩人

### 19日
- 奧托·馮·雷文，普魯士軍官

### 20日
- 迪特裡希·路德維希·古斯塔夫·卡斯滕，德國礦物學家
- 安娜·卡塔琳娜·舍恩科普夫，歌德的摯愛

### 21日
- 夏尔·德·博蒙，法國外交官

### 23日
- 約翰·路德維希·馮·塞伯特，普魯士中將，帝國廣告監察長

### 24日
- 克裡斯托夫·戈特洛布·海因里希，德國歷史學家

### 25日
- 約翰·達馬森·馮·克萊邁恩，本篤會神父和大學講師

### 27日
- 戈特利布·施萊格爾，新教神學家和西波美拉尼亞總督

### 28日
- 克利斯蒂安·奧古斯特，弗里德里希·克利斯蒂安公爵的第三個兒子

### 29日
- 弗朗索瓦-于尔班·多梅尔格，法語語法學家和記者
- 艾米莉安·羅森加特，施瓦本神學家、哲學家、作曲家和音樂家

### 31日
- 約瑟夫·法蘭茨·拉奇基，奧地利作家
- 海因里希·索蒂埃，德國耶穌會士和恩人
- 恩斯特·克裡斯托夫·舒爾茨，德國律師和科學家

## 6月

### 3日
- 丰绅殷德

### 4日
- 威廉·溫德姆，英國政治家

### 7日
- 路易吉·夏沃內蒂，義大利雕刻師

### 13日
- 約翰·戈特弗里德·蘇姆，德國作家和詩人

### 14日
- 西爾維斯特·布巴諾維奇，克羅埃西亞神職人員，克里熱夫奇主教

### 15日
- 安塞姆·阿爾登霍芬，神父和住持
- 斐迪南德·克林施泰納，奧地利公務員和作家
- 弗裡德里希·奧古斯特·威廉·溫克，德國歷史學家

### 18日
- 弗朗茨·安東·巴格納托，巴羅克時代的德國建築大師

### 19日
- 理查·盧克·康卡寧，紐約羅馬天主教主教

### 20日
- 漢斯·亞克塞爾·馮·菲爾遜，瑞典外交官

### 21日
- 喬瓦尼·巴蒂斯塔·卡普拉拉，義大利紅衣主教
- 威廉·派特森，澳大利亞塔斯馬尼亞州和新南威爾士州州長

### 26日
- 約瑟夫-蜜雪兒·蒙哥菲，法國發明家[3]
- 路易士·達弗里，瑞士的蘭達曼，法國陸軍元帥，弗里堡的舒爾泰斯在歐希特蘭

## 7月

### 6日
- 安德里安南波尼梅里納，馬達加斯加統治者[4]

### 14日
- 卡爾·路德維希·卡茲，德國畫家

### 15日
- 讓-巴蒂斯特·雷伊，法國作曲家和歌劇導演

### 17日
- 路易士·伊格內修斯·佩納爾韋爾·卡德納斯，古巴天主教神父，新奧爾良第一任主教，瓜地馬拉聖地牙哥大主教

### 18日
- 卡爾-威廉·馮·斯佩，科隆樞密院議員，帕拉丁-巴伐利亞侍從，城堡領主

### 19日
- 梅克倫堡-施特雷利茨的路易絲，普魯士王后

### 27日
- 歐根·約翰·克裡斯托夫·埃斯珀，德國昆蟲學家、植物學家、病理學家和礦物學家
- 菲力浦·馮·赫特林，德國律師

### 30日
- 約翰·安德列亞斯·西克斯特，德國新教神學家和語言學家

## 8月

### 2日
- 夏洛特·索菲，梅克倫堡世襲公主

### 8日
- 約翰·布魯姆，美國政治家
- 威廉，黑森-菲力浦斯塔爾伯爵

### 11日
- 約翰·卡爾·弗裡德里希·的里雅斯特，德國福音派路德教神職人員和音樂作家

### 12日
- 艾蒂安·路易·傑弗魯瓦，法國藥劑師、昆蟲學家

### 13日
- 雅克-弗朗索瓦·梅努，法國將軍

### 15日
- 奧古斯特·威廉·馮·普萊茨，普魯士少將，第3驃騎兵團團長

### 17日
- 路德維希·本尼迪克特·馮·格明根，希爾德斯海姆宮廷元帥和衛隊長。
- 多明尼卡·馮·吉勒恩，特雷布尼茨公主修道院院長

### 19日
- 威廉·艾森洛爾，巴登公務員

### 23日
- 利文·鮑威爾，美國政治家

### 26日
- 第一代布宜諾斯艾利斯伯爵聖地牙哥·德·利尼爾斯，法國軍官，西班牙殖民地服兵役（被處決）
- 倫納德·甘斯沃爾特，美國律師、軍官、法官和政治家

### 28日
- 菲利波·卡蘭迪尼，天主教會紅衣主教

### 30日
- 菲力浦·馮·科本茨爾，奧地利政治家
- 本尼迪克特·亞當·利伯特，德國商人和銀行家

### 31日
- 梅爾基奧爾·魯道夫·赫羅德，德國讚美詩作曲家和牧師

### 日期不詳
- 伯恩哈德·阿德勒，波希米亞醫生，波希米亞西部海濱度假勝地弗蘭季什科維·拉茲涅（Františkovy Lázně）的創始人

## 9月

### 10日
- 約翰·巴蒂斯特·哈格瑙爾，薩爾茨堡雕塑家

### 12日
- 詹姆斯·考克斯，美國政治家

### 13日
- 威廉·库欣，美國律師

### 14日
- 威廉·弗洛倫丁·馮·薩爾姆-薩爾姆，圖爾奈主教和布拉格大主教

### 16日
- 弗朗茨·馮·菲爾斯滕貝格，明斯特政治家和神學家
- 约瑟夫·魏德迈，奧地利作家、劇作家和導演

### 17日
- 烏拉·馮·霍普肯，瑞典朝臣，有影響力的社交名流

### 19日
- 加布里埃爾·德·阿維萊斯，西班牙軍官和南美洲的殖民行政長官

### 20日
- 海因里希·克裡斯托夫·斯坦哈特，德國牧師和作家

### 23日
- 約翰·格奧爾格·施萬塔勒，奧地利木雕家

### 28日
- 約翰·阿切爾，美國政治家

## 10月

### 2日
- 馬諾埃爾·阿魯達·達·卡馬拉，葡萄牙-巴西植物學家

### 4日
- 約翰·安東·克內希特，約瑟夫二世國務卿

### 6日
- 文森佐·佩塔尼亞，意大利醫生、植物學家、昆蟲學家和蜘蛛學家

### 7日
- 朱塞佩·福薩蒂，提契諾州律師和翻譯
- 讓·瑪麗·莫雷爾，法國建築師和園林設計師

### 13日
- 約翰·希思，美國政治家

### 15日
- 路易·格雷瓜爾·勒霍克，法國外交官
- 阿爾弗雷德·摩爾，美國律師和政治家
- 約翰·弗里德里希·舒茨（Johann Friedrich Schütze），德國作家

### 16日
- 拉比納赫曼，哈西迪克·扎迪克
- 克裡斯托夫·丹尼爾·普拉托里烏斯，德國律師和教育家

### 19日
- 喬納斯·德蘭德，瑞典植物學家
- 讓·喬治·諾維爾（Jean Georges Noverre），法國舞蹈家和編舞家

### 21日
- 弗朗茨·泰貝爾（Franz Teyber），奧地利作曲家、管風琴家和指揮家

### 23日
- 讓-巴蒂斯特·弗朗切斯基-德隆，法國騎兵准將

### 26日
- 亞歷山大·安托萬·胡羅·德·塞納爾蒙，法國將軍

### 28日
- 愛德華·卡林頓，美國政治家

### 30日
- 弗朗索瓦·弗朗西斯（FrançoisFrançais），法國數學家

## 11月

### 1日
- 亨里克斯·埃涅亞，荷蘭科學家
- 戈特利布·西吉斯蒙德·卡爾·米西切克·馮·維斯考，普魯士少將

### 2日
- 阿米莉亞公主，來自漢諾威王室的英國王室成員
- 赫爾曼，德國霍亨索倫-赫欣根親王

### 3日
- 撒母耳·格裡芬，美國政治家

### 5日
- 莫里茨·馮·威利希，醫生，呂根島第一位縣醫生，瑞典皇家私人醫生

### 9日
- 沃爾特·鮑伊，美國政治家

### 10日
- 弗裡德里希·奧古斯特·馮·勞倫斯，德國軍官和製圖師

### 11日
- 约翰·佐法尼，德國出生的畫家
- 約翰·勞倫斯，美國律師、政治家和法官

### 13日
- 薩伏依的瑪麗-約瑟芬（Maria Josepha），通過婚姻普羅旺斯伯爵夫人

### 17日
- 弗朗茨·伊格納茲·蘇弗特，德國管風琴製造商

### 18日
- 約翰·詹姆斯·布吉特，德國政治家和國會議員

### 25日
- 約瑟夫·奧爾溫齊，奧地利陸軍元帥

### 26日
- 尼古拉斯-艾蒂安·弗拉梅裡，法國作家和作曲家

### 27日
- 弗朗切斯科·比安奇，義大利歌劇作曲家
- 約翰·內波穆克·伍爾特，奧地利獎牌得主

### 30日
- 約翰·扎卡里亞斯·薩爾茨曼，皇家宮廷園丁，位於波茨坦無憂宮公園露台區

## 12月

### 1日
- 恩斯特·克裡斯托夫·弗裡德里希·諾爾，德國天文學家
- 讓-巴蒂斯特·特雷爾哈德，法國大革命期間的政治家

### 2日
- 菲力浦·奧托·朗格，浪漫主義時期的德國畫家
- 喬治·路德維希·沙芬貝格，德國昆蟲學家和路德教牧師
- 以色列·史密斯，美國政治家和律師

### 5日
- 庫馬拉·斯瓦米·德西卡爾，印度哲學家
- 安東·馮·克萊因，德國語言學家和詩人

### 6日
- 卡爾·弗里德里希·梅爾溫，德國飛行器建造大師和設計師
- 約翰·弗朗西斯·里戈，英國畫家

### 7日
- 瑪德琳·圖羅斯·德·海因策，普魯士少將和工程師

### 8日
- 卡斯托爾·鮑丁格，瑞士政客
- Ange-François Fariau de Saint-Ange（昂热-弗朗索瓦·法里奥·德·圣昂热），法國詩人和翻譯家

### 10日
- 約翰·克利斯蒂安·馮·施雷伯，德國醫生和博物學家

### 14日
- 賽勒斯·格裡芬，大陸會議最後一任主席
- 弗朗索瓦·佩隆，法國博物學家和動物學家

### 15日
- 莎拉·特裡默，英文作者

### 16日
- 海因里希·奧古斯特·里德爾，德國建築師、畫家和樞密院議員

### 17日
- 德特列夫·卡爾·馮·艾因西德爾，撒克遜政治家，公司創始人

### 18日
- 約翰·加布里埃爾·阿爾諾爾德·德拉佩里埃，普魯士少將，弗雷第2團團長，輕步兵准將
- 卡爾·魯道夫·奧古斯特·馮·基爾曼塞格，德國公使、商會主席、議員和作家

### 19日
- 羅曼·安東·布斯，德國雕塑家

### 22日
- 亨利·利文斯顿，美國律師和政治家

### 23日
- 第四代昆斯伯里公爵威廉·道格拉斯（William Douglas），蘇格蘭貴族

### 25日
- 安東·斐迪南德·蒂茨，德國古典小提琴家和作曲家

### 28日
- 邁克爾·約翰·馮·德·博爾赫，波羅的海德國作家

### 29日
- 喬治·威廉·扎普夫，德國目錄學家

### 30日
- 安德列亞斯·克裡斯托夫·尼茲，德國語言學家和教育家
- 雷諾阿德的約翰·耶利米亞斯，普魯士少將，第3步兵團團長

### 31日
- 威廉·坎寧頓，英國考古學家
- 喬治·路德維希·科爾菲斯，不倫瑞克炮兵軍官

### 日期不詳
- Enderûnlu Fâzıl，奧斯曼帝國的天后和馬斯納維詩人，諷刺作家